# 蘇兆民
蘇兆民（1563年—1608年），號濟轲，云南太和縣人，明朝政治人物。

## 生平
萬曆七年（1579年），雲南鄉試中舉。萬曆二十年（1592年），登壬辰科進士。户部觀政，二十一年授任福建閩縣知縣，二十七年升南京户部主事，二十八年升郎中。三十三年起補户部郎中，三十四年升任镇江府知府，任内修建虎踞桥（泰运桥），三十六年去世。

## 家族
曾祖蘇祥，祖苏绎，父蘇德良。